# Ganeshida
Ordre
Les Ganeshida sont un ordre d'animaux de l'embranchement des cténophores (les cténophores sont des organismes marins répandus dans tous les océans du monde qui constituent une bonne part de la biomasse planctonique mondiale ; leur nom provient de la structure en peigne de rangées de cils locomoteurs). 

## Généralités
Les Ganeshida sont un ordre de cténophores à tentacules et très vite considérés comme proche des Lobata sur la base de la structure de l'appareil gastrovasculaire aux alentours de la bouche,,. Cependant, Dawydoff après découverte d'une seconde espèce (Ganesha annamita), étude de leur développement et de la structure de leurs lèvres orales et pharynx propose plutôt de les rapprocher des Platyctenida. Si, en 1908, Fanny Moser n'était pas sûre de la présence d'un canal complet autour de la bouche chez Ganesha elegans (canal circumoral), en 1946 Dawydoff en confirme l’existence. Depuis 1946, aucune découverte supplémentaire d'un spécimen de l'ordre des Ganeshida ne semble avoir été recensée. 

## Liste des familles et genres
D'après la liste de tous les noms d'espèces de cténophores valides de Claudia Mills, et relayée par World Register of Marine Species (24 novembre 2015) :
- famille Ganeshidae Moser, 1908
  - genre Ganesha Moser, 1907
    - espèce Ganesha annamita Dawydoff, 1946
    - espèce Ganesha elegans (Moser, 1903)

## Publication originale
- Fanny Moser, « Cténophores de la Baie d'Amboine », Revue suisse de zoologie, MHNG, vol. 16,‎ 1908, p. 1–26 (ISSN 0035-418X, DOI 10.5962/BHL.PART.75191, lire en ligne).